# Gotha WD 4
Die Gotha WD 4 (zivile Bezeichnung: UWD) war ein deutsches Schwimmerflugzeug des Ersten Weltkrieges und das erste zweimotorige seiner Art, das von der Marine in diesem Konflikt eingesetzt wurde.

## Entwicklung
Nachdem der von Oskar Ursinus konstruierte, zweimotorige Fernaufklärer Friedel-Ursinus FD am 30. Januar 1915 zum ersten Mal geflogen war, ging er im gleichen Jahr bei der Gothaer Waggonfabrik als Bomber Gotha G.I in eine begrenzte Lizenz-Serienproduktion. Noch während dessen plante Ursinus eine Schwimmerausführung und bot sie dem Reichsmarineamt (RMA) unter der Bezeichnung UWD (Ursinus-Wasser-Doppeldecker) an. Dieses reagierte am 15. April 1915 mit der Erteilung des Bauauftrages über ein Exemplar. Das Flugzeug wurde bis zum Dezember des Jahres vollendet und am 5. Januar 1916 dem Seeflugzeug-Versuchskommando (SVK) in Warnemünde mit der Marine-Nummer 120 zur Überprüfung übergeben. Während der Flugerprobung des für mehrere Personen ausgelegten Typs nutzten Angehörige des SVK das Flugzeug zu inoffiziellen, nicht zum Programm gehörenden Mitflügen, was der WD 4 den Spitznamen „Trojanisches Pferd“ einbrachte. Das Programm wurde ohne größere Beanstandungen mit der Abnahme am 6. Februar 1916 beendet und das Muster an die Seeflieger übergeben.

## Einsatz
Die Gotha WD 4 war das erste zweimotorige Marineflugzeug, das im Ersten Weltkrieg zum Einsatz kam. Am 19. März 1916 flog sie ihren ersten Einsatz als Teil eines aus sechs Schwimmerflugzeugen gebildeten Verbandes, der die Hafenanlagen und Infrastruktur der Küstenstädte Deal, Dover, Margate und Ramsgate zum Ziel hatte. Diese Formation, neben der WD 4 noch aus vier FF 33 und einer NW bestehend, war der größte Verband, den die Kaiserliche Marine während des Krieges gegen das britische Mutterland einsetzte. An Bord der WD 4 befanden sich der Flugzeugführer Joseph Kaspar, der Beobachter Max Rund und der als Bordschütze fungierende Flugmechanikermaat Schneider sowie 32 5-kg-Carbonit-Bomben. Trotz heftigen Abwehrfeuers und Angriffen gegnerischer Flugzeuge konnte der Verband seine Bombenlast abwerfen und zu den Stützpunkten zurückkehren, wobei allerdings vier Stück bei der Landung verunfallten. Allein von den auf Dover abgeworfenen 80 Bomben wurden 14 Menschen getötet.
Am 9. Juli 1916 erfolgte ein zweiter Einsatz. Diesmal hatte die WD 4 35 5-kg-Bomben geladen. Von den fünf gegen Dover und Harwich gestarteten Flugzeugen mussten allerdings drei den Einsatz aufgrund technischer Probleme abbrechen; lediglich eine FF 33 und die WD 4 erreichten jeweils ein Ziel und die WD 4 bombardierte den Hafen von Harwich. Auch diesmal konnte sie ihren Stützpunkt erreichen. Allerdings kam sie danach nicht mehr zum Einsatz und wurde an das SVK nach Warnemünde abgegeben, wo sich ihre Spur verliert.

## Technische Daten
| Kenngröße                       | Daten |
| ------------------------------- | --- |
| Besatzung                       | 3 |
| Spannweite                      | 20,10 m (oben) 19,00 m (unten) |
| Länge                           | 14,20 m |
| Höhe                            | 4,40 m |
| Flügelfläche                    | 82 m² |
| Flächenbelastung                | 31,12 kg/m² |
| Leistungsbelastung              | 7,67 kg/PS |
| Rüstmasse                       | 1940 kg |
| Zuladung                        | 612 kg |
| Startmasse                      | 2552 kg |
| Antrieb                         | zwei wassergekühlte Sechszylinder-Reihenmotoren mit zwei starren Zweiblatt-Holzluftschrauben Integral (⌀ 2,80 m, {\displaystyle h} 1,70) |
| Typ                             | Mercedes D III |
| effektive Leistung Nennleistung | 172 PS (127 kW) in Bodennähe 160 PS (118 kW) bei 1420/min                                                                                |
| Kraftstoffvorrat                | 370 l (266 kg) |
| Höchstgeschwindigkeit           | 137 km/h in Bodennähe |
| Marschgeschwindigkeit           | 117 km/h |
| Startgeschwindigkeit            | 74 km/h |
| Steigzeit                       | 6,5 min auf 500 m Höhe 8,5 min auf 1000 m Höhe 13 min auf 1500 m Höhe 21 min auf 2000 m Höhe 45 min auf 3000 m Höhe                      |
| Dienstgipfelhöhe                | 4000 m |
| Reichweite                      | 500 km |
| Flugzeit                        | 3 h |
| Startlauf                       | 10 s bei 5–6 m/s Wind |
| Bewaffnung                      | zwei bewegliche 7,9-mm-MG |